# Michèle Sand
Michèle Sand est une actrice française.

## Filmographie partielle

### Cinéma
- 1973 : Don Juan 73 de Roger Vadim : Léporella
- 1974 : Toute une vie de Claude Lelouch
- 1976 : Le Jouet de Francis Veber : Nicole Perrin
- 1984 : Ronde de nuit de Jean-Claude Missiaen : L'attachée de cabinet

### Télévision
- 1972 : Les Thibault - épisode #1.2 : Rinette
- 1974 : Le comte Yoster a bien l'honneur - épisode #4.5 : Laura Baronin von Wagenheim
- 1976 : Nick Verlaine ou Comment voler la tour Eiffel : Mireille
- 1976 : Adios, mini-série réalisée par André Michel
- 1977 : Les Folies Offenbach, épisode La Belle Hélène de Michel Boisrond